# 塞凡堡足球俱樂部
塞凡堡足球俱樂部（烏克蘭語：ФК «Севастополь»）是烏克蘭一家足球俱樂部。位在，2002年成立。經歷 12 個球季後，於2014年正式解散，并组成名为塞瓦斯托波尔SKChF的新球队，参加俄罗斯足球乙级联赛南部赛区。

## 外部連結
- 官方网站 （页面存档备份，存于）